# Colletotrichum tabacum
Colletotrichum tabacum är en svampart som beskrevs av Böning 1932. Colletotrichum tabacum ingår i släktet Colletotrichum och familjen Glomerellaceae.   Inga underarter finns listade i Catalogue of Life.